# Holopogon dolicharista
Holopogon dolicharista är en tvåvingeart som beskrevs av Pavel Lehr 1972. Holopogon dolicharista ingår i släktet Holopogon och familjen rovflugor. Inga underarter finns listade i Catalogue of Life.